# Гамільтон Грін
Гамільтон Белал Грін (англ. Hamilton Green; нар. 9 листопада 1934) — гаянський політик, прем'єр-міністр країни з 1985 до 1992 року.

## Політична діяльність
1993 року Грін сформував власну партію Форум за демократію.
Також був мером Джорджтауна. 2003 року брав участь у Саміті світових лідерів, організованому Мун Сон Мьоном. Є членом Ради Федерації за загальний мир.